# Альбрехт (принц Баварии)
Альбрехт Луитпольд Фердинанд Михаэль (3 мая 1905, Мюнхен — 8 июля 1996, замок Берг) — немецкий аристократ, герцог Баварии, Франконии и Швабии, пфальграф на Рейне. Глава Баварского королевского дома (1955—1996).

## Биография
Второй сын кронпринца Рупрехта Баварского (1869—1955), от первого брака с герцогиней Марией Габриэллой Баварской (1878—1912). Единственный выживший ребёнок от этого брака. Внук последнего короля Баварии Людвига III, который был свергнут в 1918 году.
После окончания Первой мировой войны король Баварии Людвиг III был низложен, но никто из его семьи не отказался от своих титулов. Родители Альбрехта переехали из Баварии в австрийский Тироль.
До Второй мировой войны дом Виттельсбахов, к которому принадлежал и принц Альбрехт Баварский, выступали против нацистского режима и отказался присоединиться к нацистской партии. Сам принц Альбрехт, изучавший лесное хозяйство, был не в состоянии завершить свои исследования. В 1940 году Альбрехт взял свою семью в своё поместье Шарвар в Венгрии. В октябре 1944 года после того, как Германия оккупировала Венгрию в марте, Виттельсбахи были арестованы и отправлены в концентрационный лагерь Заксенхаузен в Ораниенбурге. В апреле 1945 года семья была перемещена в концентрационный лагерь Дахау, где была затем освобождена американской армией.
2 августа 1955 года после смерти своего отца Альбрехт стал главой Баварской королевской семьи. Также тогда стал якобитским претендентом на престолы Англии и Шотландии под именем Альбрехт I. В 1959 году герцог Альбрехт Баварский был представлен королю Греции Павлу.
Альбрехт Баварский был страстным охотником, в его коллекции было 3 425 оленьих рогов. Он также являлся автором двух книг о повадках оленей.
Во время посещения Бразилии в 1953 году он увидел Бразильского фила и привез эту породу собак в Европу.
В 1980 году Альбрехт председательствовал на различных церемониях празднования 800-летия дома Виттельсбахов.
8 июля 1996 года 91-летний Альбрехт Баварский скончался в замке Берг в 20 километрах к юго-западу от Мюнхена. Его похоронами руководил архиепископ Мюнхенский.

## Брак и дети
3 сентября 1930 года в Берхтесгадене женился на графине Марии Франциске Юлиане Иоганне Драшкович фон Тракошчане (8 марта 1904 — 10 июня 1969), дочери графа Диониса Марии Драшковича фон Тракошчане и принцессы Юлианы Розы фон Монтенуово.
Супруги имели четырёх детей:
- Принцесса Мария Габриэлла Хосе Антония (род. 30 мая 1931), жена князя Георга фон Вальдбург-Цейль-Траухбург[нем.] (1928—2015), от которого имела шесть детей
- Принцесса Мария Шарлотта Юлиана (30 мая 1931 — 9 января 2018), сестра-близнец Габриэллы, муж — князь Пауль фон Квадт цу унд Выкрадт Изни (1930—2011), у них четверо детей
- Принц Франц (род. 14 июля 1933), герцог Баварии, женат не был, детей нет
- Принц Макс-Эммануил Людвиг Мария (род. 21 января 1937), герцог Баварии. Женат на шведской графине Елизавете Кристине Дуглас (род. 1940), от которой у него пять дочерей

21 апреля 1971 года в Мюнхене вторично женился на венгерской графине Марии Кларе Клементине Антонии Стефании Вальдбурге Пауле Кеглевич из Бузина (23 апреля 1921 — 5 октября 1983). Второй брак был бездетным.